# Satya Pal Malik

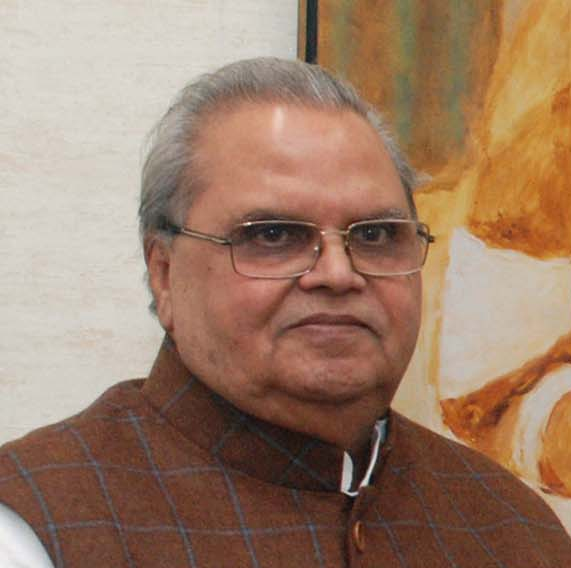
Satya Pal Malik, 2017

Satya Pal Malik (Bhojpuri: सत्यपाल मलिक; Hindi: सत्यपाल मलिक; Tamil: சத்யபால் மாலிக்; * 24. Juli 1946 in Hisawada, Distrikt Baghpat, Division Meerut, Uttar Pradesh; † 5. August 2025) war ein indischer Politiker, der sowohl Mitglied der Rajya Sabha als auch der Lok Sabha war. Er fungierte von 2017 bis 2018 als Gouverneur von Bihar, 2018 als Gouverneur von Odisha, von 2018 bis 2019 als Gouverneur von Jammu und Kashmir sowie zwischen 2019 und 2020 als Gouverneur von Goa. Von 2020 bis 2022 war er Gouverneur von Meghalaya.

## Leben

### Mitglied von Rajya Sabha und Lok Sabha, Staatsminister
Satya Pal Malik, Sohn von Budh Singh, absolvierte nach dem Schulbesuch ein grundständiges Studium am Meerut College, das er mit einem Bachelor of Science (B.Sc.) beendete. Ein postgraduales Studium der Rechtswissenschaften am Meerut College schloss er mit einem Bachelor of Laws (LL.B.) ab. Er war zunächst Mitglied der Bharatiya Kranti Dal (BKD) und vertrat diese zwischen 1974 und 1977 als Mitglied in der Legislativversammlung (Vidhan Sabha), des Unterhauses von Uttar Pradesh. Zugleich war er von 1975 bis 1977 Generalsekretär der Bharatiya Kranti Dal sowie zwischen 1979 und 1980 Generalsekretär der Lok Dal. Am 5. Juli 1980 wurde er nach seinem Wechsel zum Indischen Nationalkongress (INC) erstmals Mitglied der Rajya Sabha, des Oberhauses des indischen Parlaments (Bhāratīya Saṃsad), und gehörte diesem bis zum 14. September 1989 an. Daneben war er zwischen 1980 und 1983 sowie erneut von 1985 bis 1988 Generalsekretär des INC im Bundesstaat Uttar Pradesh.
Bei der Parlamentswahl am 22. und 26. November 1989 wurde Malik nach seinem Wechsel zur Janata Dal (JD) zum Mitglied der Lok Sabha gewählt, des Unterhauses des indischen Parlaments, und vertrat in diesem bis zur Parlamentswahl im Mai / Juni 1991 den in Uttar Pradesh liegenden Wahlkreis Aligarh. Er war zugleich von 1989 bis 1991 Sekretär der Janata Dal und war während seiner Parlamentszugehörigkeit zwischen Dezember 1989 und April 1990 Mitglied des Gremiums der Ausschussvorsitzenden sowie zugleich vom 19. Januar 1989 bis zum 26. April 1990 Vorsitzender des Ausschusses für Tischvorlagen. Im Kabinett V. P. Singh fungierte er zudem zwischen dem 21. April und 10. November 1990 als Staatsminister für Parlamentarische Angelegenheiten und Tourismus (Union Minister of State, Parliamentary Affairs and Tourism).

### Gouverneur von Bundesstaaten
Am 4. Oktober 2017 übernahm Satya Pal Malik von Keshari Nath Tripathi das Amt als Gouverneur von Bihar und bekleidete dieses bis zum 23. August 2018, woraufhin Lalji Tandon seine Nachfolge antrat. Zugleich war er als Nachfolger von S. Chubatoshi Jamir vom 21. März 2018 bis zu seiner Ablösung durch Ganeshi Lal am 29. Mai 2018 auch Gouverneur von Odisha.
Malik wurde am 23. August 2018 Nachfolger von Narinder Nath Vohra als Gouverneur von Jammu und Kashmir. Er war bis zum 31. Oktober 2019 letzter Gouverneur dieses Bundesstaates, der daraufhin durch ein im August 2019 verabschiedetes Gesetz in die beiden Unionsterritorien Jammu und Kashmir und Ladakh reorganisiert wurde. Als Nachfolger von Mridula Sinha wurde er am 25. Oktober 2019 zum Gouverneur von Goa ernannt und am 3. November 2019 als solcher vereidigt. Er verblieb in dieser Funktion bis zum 18. August 2020 und wurde daraufhin von Bhagat Singh Koshyari abgelöst. Malik selbst wiederum übernahm am 18. August 2020 von Tathagata Roy als Gouverneur von Meghalaya und wurde als solcher formell am darauf folgenden 19. August 2020 vereidigt.
Malik war seit dem 14. Dezember 1970 mit Iqbal Malik verheiratet.